# Leapmotor T03
A Leapmotor T03 egy akkumulátoros elektromos városi autótípus.
A Stellantisnak a Leapmotorba történő befektetését követően a T03-at a lengyelországi Tychyben gyártják 2024 júniusa óta.

## Áttekintés
A Leapmotor T03 a cég második terméke az S01 kupé után. A gyártása 2020. május 11-én indult el, 2024 júniusában pedig áthelyezték a gyártását a lengyelországi Tychybe.
A Leapmotor T03 három változatban kapható, köztük a 400 Standard Edition, a 400 Comfort Edition és a 400 Deluxe Edition. A Leapmotor T03 egy 36,5 kWh-s, nagy teljesítményű, 171 Wh/kg energiasűrűségű lítiumion-akkumulátorral rendelkezik, maximális hatótávolsága 403 km egy töltéssel. A T03 támogatja a gyorstöltést is, 36 perc alatt lehet 80 százalékra feltölteni az akkumulátort, melyre 8 év, vagy 150 000 km garanciát biztosít a gyártó. A Leapmotor T03 55 kW-os motorral rendelkezik, amelynek maximális nyomatéka 155 Nm.

A Leapmotor T03 2. szintű autonóm vezetési képességgel rendelkezik, három külső kamerával és tizenkét radarral van felszerelve. A T03 belső jellemzői közé tartozik a 8,0 hüvelykes TFT műszerkonzol és a 10,1 hüvelykes érintőképernyő.

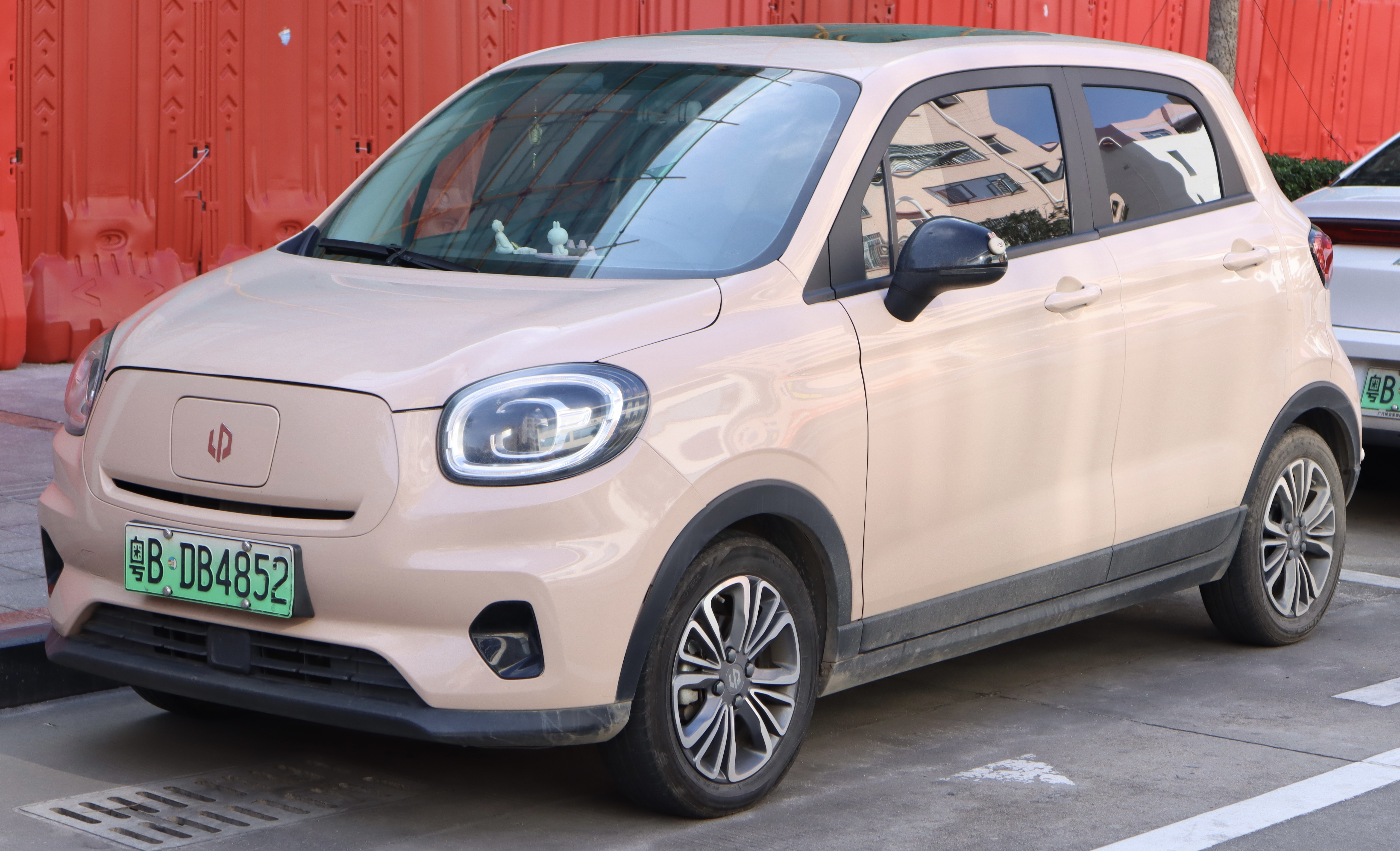
Elölnézetből
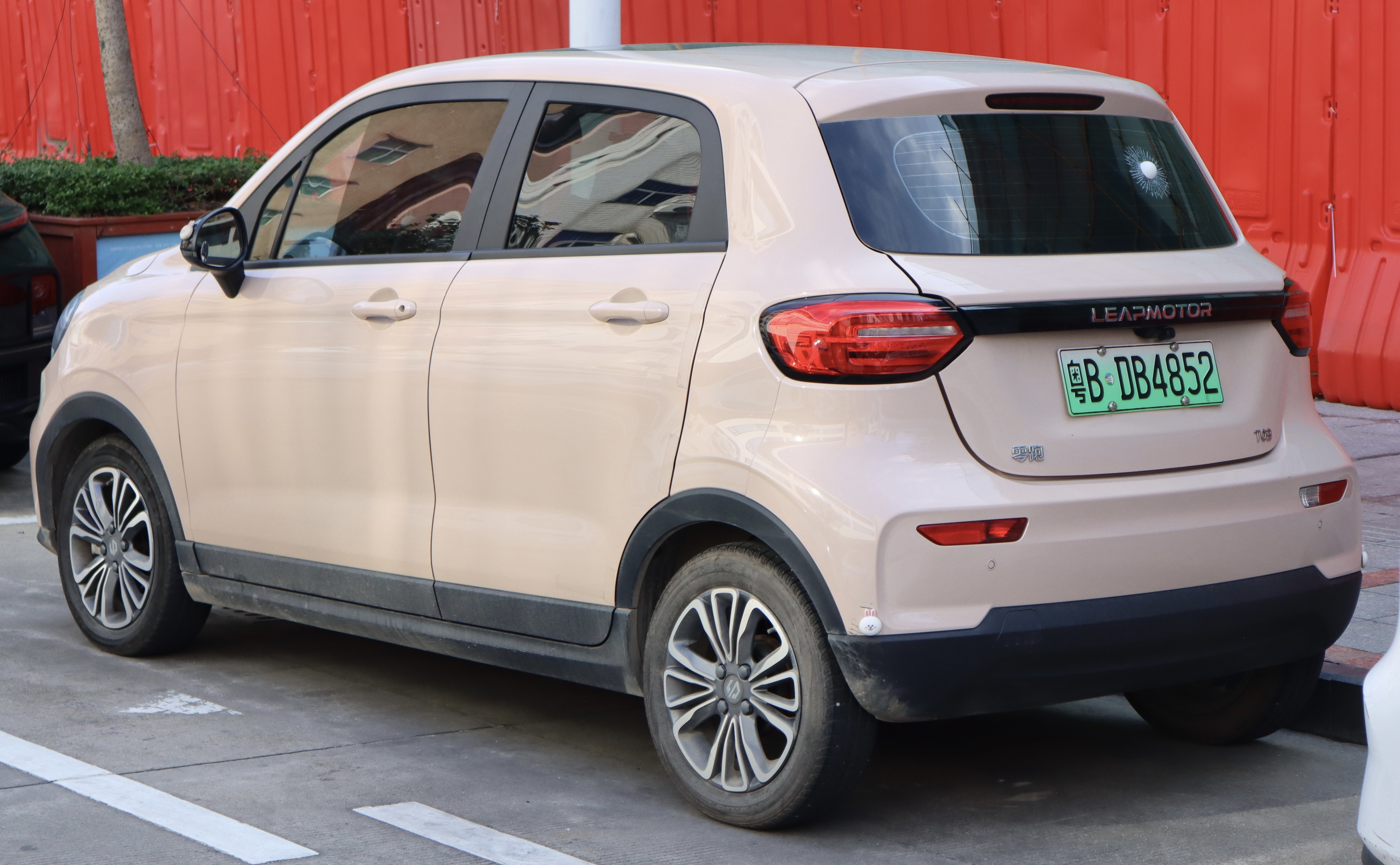
Hátulnézetből

## Fordítás
Ez a szócikk részben vagy egészben  a   Leapmotor T03 című lengyel Wikipédia-szócikk ezen változatának fordításán alapul.  Az eredeti cikk szerkesztőit annak laptörténete sorolja fel. Ez a jelzés csupán a megfogalmazás eredetét és a szerzői jogokat jelzi, nem szolgál a cikkben szereplő információk forrásmegjelöléseként.